# Okręg North Bank
Okręg North Bank – jest jednym z pięciu okręgów Gambii.
W skład okręgu wchodzi 6 dystryktów:
- Central Baddibu
- Jokadu
- Lower Baddibu
- Lower Niumi
- Upper Baddibu
- Upper Niumi